# کلود میدورژ
کلود میدورژ (انگلیسی: Claude Mydorge; ۱ ژانویهٔ ۱۵۸۵ – ۱ ژوئیهٔ ۱۶۴۷) ریاضی‌دان اهل فرانسه بود که برای مساعی‌اش در هندسه و فیزیک شناخته می‌شود. او اثبات‌های آپولونیوس در مورد مقاطع مخروطی را به شیوه‌ای سیستماتیک مدون کرد.